# Monstre aux 21 visages
Le Monstre aux 21 visages (かい人21面相, Kaijin Nijūichi Mensō) est le pseudonyme de l'individu ou du groupe responsable de l'envoi de lettres de chantage dans l'affaire Glico-Morinaga au Japon. Il existe plusieurs variantes dans la traduction du nom depuis le japonais, dont L'homme mystère aux 21 visages et Le fantôme aux 21 visages, utilisés dans des articles ou livres sur le cas. Ce pseudonyme est inspiré des romans d'Edogawa Rampo.

## Lettres
Le 10 mai 1984, le « Monstre aux 21 visages » envoie sa première lettre à la grande entreprise alimentaire Ezaki Glico, à la suite de l'enlèvement et de l'évasion de Katsuhisa Ezaki, président de Glico. La lettre déclare que le Monstre a introduit du cyanure de potassium dans des produits de l'entreprise, et menace de les introduire dans les magasins. Aucun de ces bonbons empoisonnés n'est trouvé, mais les produits Glico sont retirés de la vente, ce qui mène à une perte de 21 millions de dollars et le licenciement de 450 employés à temps partiel.
Le Monstre aux 21 visages envoie également des lettres aux médias, narguant les efforts de la police. Ce qui suit est un extrait d'une de ces lettres, écrit en hiragana avec un dialecte d'Osaka : « Chers policiers stupides. Ne mentez pas. Tous les crimes commencent avec un mensonge, comme nous disons au Japon. Ne le savez-vous pas ? ». Une autre lettre moqueuse est envoyée au commissariat de Koshien : « Pourquoi ne pas le garder pour vous ? Vous semblez être perdus. Alors pourquoi ne pas nous laisser vous aider ? Nous vous donnerons une piste. Nous sommes entrés dans l'usine par la porte principale. La machine à écrire que nous avons utilisé est le PAN-writer. Le récipient en plastique que nous avons utilisé est un déchet trouvé dans la rue. Monstre aux 21 visages. »
Le 16 juin, le Monstre aux 21 visages proclame avoir pardonné à Glico, et arrête de harceler l'entreprise. Par contre, il commence à cibler Morinaga, une autre entreprise de bonbons, et les entreprises alimentaires Marudai Ham et House Food Corporation, avec des campagnes criminelles similaires, sous le même alias.
En octobre 1984, une lettre adressée aux « Mamans de la Nation », et signée par le Monstre aux 21 visages, est envoyée aux agences de presse d'Osaka avec un avertissement similaire à celles envoyées à Glico. Il déclare que vingt paquets de bonbons Morinaga sont empoisonnés avec du cyanure de sodium, mortel. Après avoir reçu cette lettre, la police inspecte les magasins de Tōkyō à l'ouest du Japon, et trouve plus d'une douzaine de paquets empoisonnés de Choco Balls et Angel Pie, avant que personne n'en consomme. Ces paquets sont étiquetés avec des messages tels que : « Danger : contient des toxines ». D'autres paquets de bonbons trafiqués sont retrouvés en février 1985, pour un total de 21 produits létaux.
Incapables de capturer le suspect, le commissaire de police Yamamoto de la préfecture de Shiga se suicide par auto-immolation, en août 1985. Cinq jours après cet évènement, le 12 août, le Monstre envoie son dernier message aux médias :

« Yamamoto de la police de la préfecture de Shiga est mort. C'est stupide ! Nous n'avons pas d'amis ou de cachette à Shiga. C'est Yoshino ou Shikata qui auraient dû mourir. Qu'est-ce qu'ils ont fait pendant un an et cinq mois ? Ne laissez pas les méchants comme nous s'en sortir impunément. Il y a beaucoup d'idiots qui veulent nous copier. Le sans-carrière Yamamoto est mort en homme. Donc nous avons décidé de donner nos condoléances. Nous avons décidé d'arrêter de torturer les entreprises alimentaires. Si quelqu'un fait chanter une entreprise alimentaire, ce ne sera pas nous mais quelqu'un qui nous copie. Nous sommes les méchants. Ça veut dire que nous avons d'autres choses à faire que d'intimider des entreprises. Il est amusant de mener une vie de méchant.

Monstre aux 21 visages. »

Après cette lettre, aucun nouveau message n'est reçu du Monstre aux 21 visages. La prescription pour l'enlèvement de Katsuhisa Ezaki, le président de Glico, a été atteinte en juin 1995, et celle pour les tentatives d'empoisonnement en février 2000.
Aucun suspect ne fut arrêté ou déclaré coupable pour ces crimes. L'identité du Monstre aux 21 visages reste un mystère.

## Suspects majeurs

### L'homme sur la vidéo de surveillance

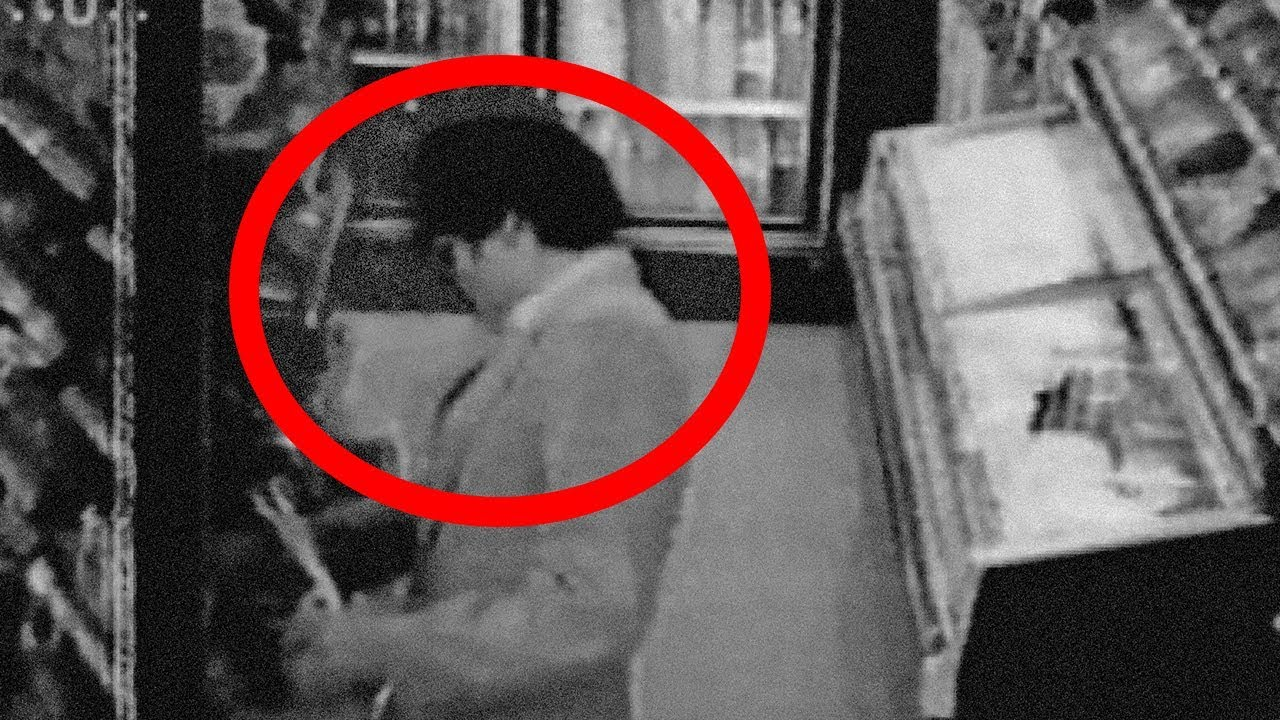
L'image de « l'homme filmé »"

Après les menaces de mettre du poison dans des bonbons Glico et le retrait de la vente des produits Glico, un homme portant une casquette de baseball des Yomiuri Giants a été filmé essayant de mettre du chocolat Glico sur une étagère. Cet homme est suspecté d'être le chef de bande se cachant derrière le Monstre aux 21 visages. Une image tirée de la vidéo de surveillance a été rendue publique après l'incident.

### L'homme aux yeux de renard

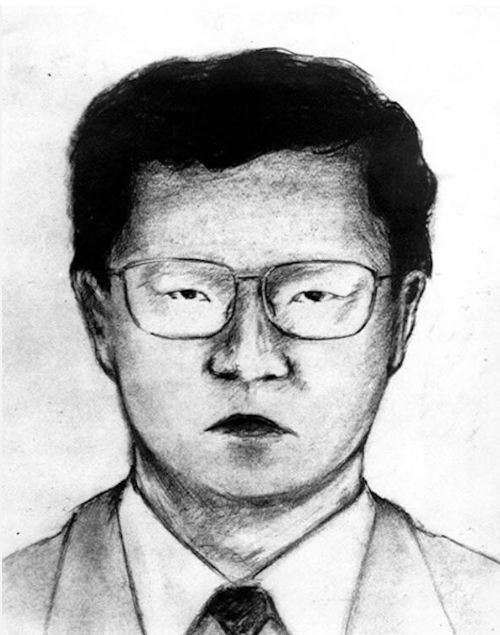
L'homme aux yeux de renard

Le 28 juin 1984, deux jours après que le Monstre eut accepté d'arrêter de harceler Marudai Ham en échange de 50 millions de yen, la police parvient presque à capturer le chef de bande suspecté. Un enquêteur déguisé en employé de Marudai suit les instructions du Monstre pour l'échange. En prenant le train pour aller au lieu de l'échange, il note qu'un homme suspect le regarde. Il est décrit comme un homme grand et musclé, portant des lunettes de soleil, avec des cheveux courts à permanente. Il dit aussi que l'homme avait « des yeux comme ceux d'un renard ». Les enquêteurs le suivent de train en train, mais l'homme aux yeux de renard (キツネ目の男, kitsune-me no otoko) arrive à les semer. Dans un incident postérieur, les enquêteurs retrouvent l'homme aux yeux de renard, accompagnant le groupe "Monstre" pendant un autre échange secret d'argent avec le House Food Corporation. Encore une fois, il arrive à semer la police et évite d'être capturé.
La police métropolitaine de Tôkyô identifie d'abord le yakuza Manabu Miyazaki comme l'homme aux yeux de renard et l'homme sur la vidéo de surveillance à cause de sa ressemblance avec le suspect, mais après vérification de ses alibis, il est écarté des crimes Glico-Morinaga.